# Otis Birdsong
Otis Lee Birdsong (né le 9 décembre 1955 à Winter Haven, Floride) est un ancien joueur américain de basket-ball. Il passa douze saisons (1977 à 1989) en NBA et participa à quatre NBA All-Star Game.

## Biographie

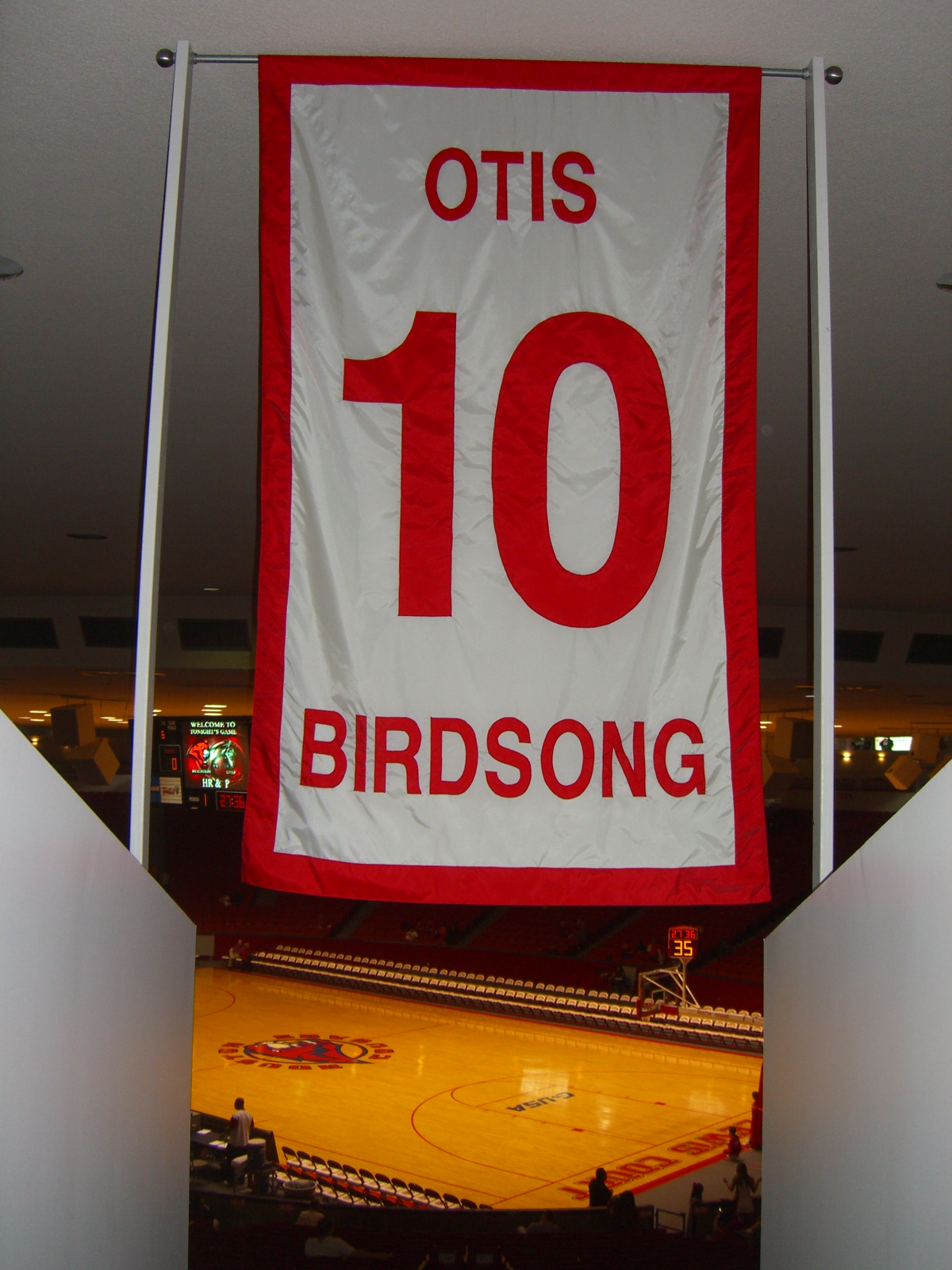
Maillot retiré de Otis Birdsong à l'université de Houston.

Meneur de jeu issu de Winter Haven High School et de l'université de Houston, Birdsong fut sélectionné par les Kings de Kansas City au deuxième rang de la draft 1977. Il disputera quatre saisons avec les Kings, réalisant sa meilleure moyenne offensive avec 24,6 points par match lors de la saison 1980-1981. Il disputera aussi sept saisons avec les Nets du New Jersey et une avec les Celtics de Boston, terminant sa carrière en 1989 avec un total de 12 544 points.
Lorsque Birdsong fut nommé All-American en 1977, après avoir mené les Cougars de Houston en finale du National Invitation Tournament, ce fut l'apothéose de sa carrière de jeune joueur. Lors de son année de freshman, ou première année, Birdsong termine avec une moyenne de 14,3 points par match. L'année suivante, Birdsong inscrivit son nom dans les livres des records de l'université de Houston en devenant le premier sophomore, joueur de deuxième année, de l'histoire de l'école à inscrire 1 000 points. Lors de la première année de participation dans la Southwest Conference, Birdsong fut meilleur marqueur de la conférence, terminant huitième au niveau national avec 26,1 points de moyenne.
Lors de la saison 1976-1977, Birdsong fut nommé Southwest Conference Player of the Year, après avoir mené les Cougars à un bilan de 29 victoires - 8 défaites et remportant le titre NIT face à Saint Bonaventure. Birdsong inscrivit 38 points et transforma 18 lancer-francs contre les Bonnies. Il marqua 30,3 points de moyenne lors de cette saison et fut nommé SWC player of the Decade, joueur de la décennie de la conférence.
Il fut également nommé dans la All-Southwest Conference team en 1976 et 1977. Lors de ses quatre saisons avec les Cougars, l'équipe réalisa un bilan de 79 victoires - 38 défaites. Il devint le deuxième meilleur marqueur de l'histoire de l'université de Houston avec un total de 2 832 points, devenant le douzième meilleur marqueur de tous les temps en NCAA, juste derrière Larry Bird et devant des joueurs tels David Robinson, Lew Alcindor, Calvin Murphy et Elgin Baylor.
À Houston, Birdsong est le deuxième joueur au pourcentage de tirs, troisième aux interceptions, sixième au passes décisives. Birdsong retourna à Houston à l'issue de sa carrière, devenant commentateur à la radio des matchs des Cougars avant de déménager à Dallas.
En 2000, Birdsong fut intronisé au University of Houston’s Hall of Honor ainsi qu'au Polk County, Florida Hall of Fame.
En 2004, il est devenu general manager des RimRockers de l'Arkansas en NBA Development League.